# Colombia (Kuba)
Colombia – miasto na Kubie, w prowincji Las Tunas. W 2004 r. miasto to zamieszkiwało 32 942 osób.